# Niesprawności państwa
Zasugerowano, aby zintegrować ten artykuł z artykułem zawodność państwa. Nie opisano powodu propozycji integracji.
Niesprawności państwa (ang. government failure) – kategoria oceny skuteczności działania państwa. Nieefektywność i niesprawiedliwość działań państwa głosi teoria wyboru publicznego, która stosuje metodologię ekonomii do analizy procesów politycznych. Jednocześnie brak jest jednolitej teorii niesprawności sektora publicznego. Negatywny stosunek badaczy do interwencji państwa wynikał z dokonujących się w latach 60. XX wieku zmian w funkcjonowaniu gospodarek krajów wysoko rozwiniętych – niskiej efektywności działań państwa, a jednocześnie sytuacji bliskiej pełnego zatrudnienia. Niesprawność państwa przejawia się według zwolenników szkoły praw własności w tych samych sferach co niedoskonałość rynku, tj. w sferze alokacji, stabilizacji i podziału.
Jeśli chodzi o alokacyjną (właścicielską) funkcję państwa, to powstała w latach 60. szkoła praw własności (property rights) wykazała braki modelu własności państwowej pod względem efektywności ekonomicznej. Państwo jako właściciel wykazuje również inne antyefektywnościowe zachowania, takie jak miękkie finansowanie przedsiębiorstw. Szkoła praw własności postulowała zatem ograniczenie zakresu własności państwowej oraz prywatyzację. Literatura antyinterwencjonistów głosi także ekonomiczną zawodność państwa jako regulatora procesów alokacyjnych w gospodarce, który ustala makro- i mikroekonomiczne warunki funkcjonowania podmiotów rynkowych, podkreślając, że zamiast ochrony interesu publicznego realizuje ono interesy urzędników państwowych (teoria regulacji publicznej). Deregulacja (liberalizacja) gospodarek, czyli usuwanie administracyjnych barier „wejścia” firm na rynek i „wyjścia” z niego, swoboda kształtowania przez nie cen i produkcji, to środek proponowany przez antyinterwencjonistów przeciw państwowej kontroli nad rynkiem.
Zawodność stabilizacyjna państwa wyraża się w przytaczanej przez nauczycieli praw własności niemożności stabilizowania gospodarki (w krótkim i długim okresie) za pomocą instrumentów popytowych, tj. pobudzających wzrost produkcji i zatrudnienia. Ma to wynikać z następujących mechanizmów:
- opóźnień w mechanizmie monetarnym – produkcja i zatrudnienie reagują odpowiednio długo, zwykle 6 do 18 miesięcy, i zmiennie na zmiany stóp procentowych;
- efektu wypychania – wzrost wydatków rządowych powoduje wzrost stóp procentowych, wypieranie wydatków prywatnych i spadek popytu;
- politycznego cyklu koniunkturalnego – decyzje państwa o wydatkach budżetowych i podaży pieniądza są podporządkowane doraźnym celom politycznym, co destabilizuje realne procesy gospodarcze;
- oczekiwań inflacyjnych – co sprawia, że pobudzanie popytu jest nieskuteczne w krótkim okresie;
- realnego cyklu koniunkturalnego – szoki podażowe, jak wstrząsy technologiczne, zmiany oczekiwań konsumentów i inne wielkości realne, zakłócają oddziaływanie instrumentów popytowych na sferę produkcji i zatrudnienia.

Zawodność stabilizacyjna państwa bywa używana jako argument przeciw aktywnej polityce stabilizacyjnej (pieniężnej i fiskalnej).
Przejawami niesprawności państwa w sferze podziału (redystrybucji) są nieskuteczność w ograniczaniu rozpiętości dochodów i sfer ubóstwa, a także antyprzedsiębiorczy, antymotywacyjny i antyinflacyjny charakter programów opieki społecznej. Zamiast progresji podatkowej zwolennicy wolnego rynku zalecają podatek liniowy, zaś w miejsce repartycyjnego systemu ubezpieczeń społecznych – prywatne fundusze emerytalne.
W ocenie niesprawności państwa podstawowe znaczenie przypisuje się kosztom transakcji, które są skutkiem braku informacji, partykularyzmu i oportunizmu w osiąganiu własnych celów przez rząd, partie polityczne (maksymalizacja głosów wyborców) oraz biurokracji państwowej (władza, przywileje). W wypadku swoistego układu kosztów transakcji, tzn. gdy niesprawność rynku współwystępuje z niesprawnością państwa, pojawia się „defekt instytucjonalny”. Znaczenie niedoskonałej informacji i tzw. niekompletnych rynków uwypukla Joseph E. Stiglitz, laureat Nagrody Nobla w dziedzinie ekonomii w 2001 roku, dokonując analogii między niesprawnością rynku i niesprawnością sektora publicznego (public failure).
Niesprawności systemów (nierynkowych) opartych na hierarchii są związane, podobnie jak niesprawności rynkowe, z ryzykiem nadużycia. Problem ten wiąże się z wielorakością celów i wynikających stąd wskaźników efektywnego działania instytucji publicznych, większą liczbą poziomów oraz występującymi relacjami pełnomocnictwa (w warunkach asymetrii informacji).
Kontrola działań administracji jest metodą ograniczania jej uznaniowości, a może przejawiać się we wprowadzaniu ściśle określonych reguł działania, ustanowienia ograniczeń deficytów budżetów, zapewnieniu niezależności banku centralnego od władz politycznych, w dostępie do informacji oraz aktywnym udziale obywateli i grup społecznych w życiu politycznym i działalności administracji.